# Таранін Богдан Сергійович
Богда́н Сергі́йович Тара́нін — старший лейтенант [джерело?]Збройних сил України.

## Нагороди
За особисту мужність і високий професіоналізм, виявлені у захисті державного суверенітету та територіальної цілісності України, вірність військовій присязі, відзначений — нагороджений
- орденом Данила Галицького (31.7.2015)